# 李麗芬 (歌手)
李麗芬（1960年7月11日—），台灣女歌手，於1979年參加海山唱片公司主辦的第2屆“民謠風”歌唱比賽，獲得冠軍後，她並沒有參與錄製民謠風第三輯的紀念專輯工作而進入歌唱界。代表歌曲有〈得意的笑〉、〈愛江山更愛美人〉、〈愛不釋手〉。1995年推出臺語合輯《春天的花蕊》後，將工作重心轉往廣播界。
2018年底，其代表作〈愛江山更愛美人〉的副歌因被臺北市長無黨籍候選人吳蕚洋在「2018台北市長選舉電視辯論」上演唱而在社群網路上聲名大噪，更促成兩人一同在「2019花蓮太平洋觀光節跨年晚會」上共同演唱。

## 簡介
李麗芬的聲音首次收錄在邱憲榮的專輯《邱晨的季節》（1980年）內。 1981年與吳楚楚、潘越雲推出合輯《三人展》。在這張滾石唱片的創作中，李麗芬演唱了三首歌曲：海鷗飛吧（A4）、激盪（B1）、一顆砂粒（B1）。
李麗芬加入喜瑪拉雅唱片後在1986年推出首張個人專輯《梳子與刮鬍刀》，但這張唱片並沒有為李麗芬打響知名度。
一直到了1993年的《發現李麗芬》專輯中的《得意的笑》，由於歌曲發揮了李麗芬的獨特唱腔，才一舉打響了李麗芬的知名度。1994年推出《就這樣約定》，由於電視劇《倚天屠龍記》熱播，透過片尾曲《愛江山更愛美人》小蟲的古典婉約的歌詞，搭配李麗芬英雄豪邁的唱腔，讓李麗芬繼續受到注意。
1994年繼續推出《愛不釋手》，隨著電視劇《唐太宗李世民》的播出，片頭曲《愛不釋手》讓李麗芬繼續走紅。1995年推出最後一張專輯《春天的花蕊》（台語）後，李麗芬將工作重心轉回廣播界。幾年後，李麗芬離開廣播主持人的工作，此後歌壇暫無李麗芬的消息。直到2008年，李麗芬參加華視「快樂星期天」復出演唱，在「快樂歌喉戰」中擔任把關大魔王，由新秀歌手同恩挑戰。當時問及李麗芬2008年的計畫，經紀人表示除了電台主持洽談中之外，也有計畫發燒碟的發行。

## 專輯
| 發行年份  | 專輯名稱                                                               | 發行公司     | 曲目 |
| --------- | ---------------------------------------------------------------------- | ------------ | --- |
| 1981年    | 三人展（與吳楚楚、潘越雲合輯）                                         | 滚石唱片     | 曲目 1. 古松 2. 我的思念 3. 星星 4. 海鸥飞吧 5. 等待 6. 邂逅 7. 激荡 8. 留一盏灯 9. 一颗沙粒 10. 明亮的季节 11. 大风歌                                                                                  |
| 1986年7月 | 梳子與刮鬍刀                                                           | 喜玛拉雅唱片 | 曲目 1. 城市英雄 2. 梳子與刮鬍刀 3. 愈挫愈勇(上等兵) 4. 孤獨邊緣 5. 薔薇女子 6. 無所謂宿不宿命 7. 何去何從 8. 華麗的藉口 9. 關於我                                                                      |
| 1988年    | 遊戲規則                                                               | 喜马拉雅唱片 | 曲目 1. 游戏规则 2. 冷冻的玫瑰 3. 想像中的爱人 4. 某一段时间 5. 在第一万个早晨 6. 生活!生活 7. 借宿 8. 被遗忘的幽魂 9. 重新再爱一次 10. 从来没有                                                        |
| 1991年    | 走音集                                                                 | 派森音乐     | 曲目 1. 天天想你 2. 化妆舞会 3. 只要你过得比我好 4. 梦醒时分 5. 原谅我的心 6. 寂寞的眼 7. 半梦半醒之间 8. 只有分离 9. 你知道我在等你吗 10. 一生能有几次选择                                             |
| 1993年    | 發現                                                                   | 滚石唱片     | 曲目 1. 月儿弯弯 2. 得意的笑 3. Time 4. 一往情深(Ⅱ) 5. 给那个人 6. 美丽佳人 7. 暂时离开家的女子 8. 有什么事我能为你做 9. 活着快乐就好 10. 爱                                                            |
| 1994年    | 就這樣約定                                                             | 滚石唱片     | 曲目 1. Lily的心歌 2. 爱的路上我和你 3. 我好饿 4. 就这样约定 5. 一个人 6. 烟花女 7. 有音乐真好 8. 爱江山更爱美人 9. 有音乐真好 10. 爱我在今宵 11. 再会吧 12. 她只是个孩子 13. I Always Wanna Be Singing |
| 1994年    | 李麗芬的東西·愛不釋手（新歌+精选）                                     | 滚石唱片     | 曲目 1. 爱不释手 2. 爱江山更爱美人 3. 得意的笑 4. 月儿弯弯 5. Time 6. 她只是个孩子 7. 城市英雄 8. 梳子与刮胡刀 9. 我好饿 10. 愈挫愈勇/上等兵 11. 暂时离开家的女子 12. 蔷薇女子                          |
| 1995年    | 春天的花蕊（台语）（与辛晓琪、金智娟、万芳、潘仪君、苏慧伦等歌手合辑） | 滚石唱片     | 曲目 10.尚旧的新衫 |

## 資料來源
1. 1 2  湯姆的唱片架─李麗芬 （页面存档备份，存于）.路邊一棵榕樹下.2007-08-12
2. ↑  , 台灣公共電視 網路直播頻道, 2018-11-09  [2019-01-09], （原始内容存档于2021-02-17）
3. ↑  , SET Live三立電視直播頻道, 2018-12-31  [2019-01-09], （原始内容存档于2020-07-06）
4. ↑  李麗芬代表作《梳子與刮鬍刀》 - 樂多日誌.搖滾夢土，青春的海岸.2009-06-08 （页面存档备份，存于）
5. 1 2  李丽芬.Wiki滾石百科的存檔，存档日期2010-11-24.
6. 1 2  李麗芬音樂專輯《走音集【國語】》 （页面存档备份，存于）（魔鏡歌詞網）